# 小凌河
小凌河，中国辽宁省西部河流，又名锦川，辽朝时称小灵河，元朝后改为现称，与大凌河对称。
小凌河发源于朝阳县，北流至朝阳县折而向东，流经锦州市市区后折而向南，注入辽东湾。小凌河全长206公里，流域面积5475平方公里，年平均径流量为3.98亿立方米/年。